# 1224 Fantasia
Az 1224 Fantasia (ideiglenes jelöléssel 1927 SD) a Naprendszer kisbolygóövében található aszteroida. Szergej Beljavszkij és Nyikolaj Ivanov fedezte fel 1927. augusztus 29-én.